# Palazzo Reale (Pavia)
Il Palazzo Reale era la più importante opera dell'architettura longobarda civile di Pavia, capitale del Regno longobardo dal 625 alla caduta del regno, nel 774, e ospitava la corte dei re dei Longobardi e d'Italia.
Il complesso di edifici, più volte ampliato e modificato durante l'età longobarda, fu poi sede dei re italici in occasione delle loro incoronazioni (secoli IX-XI) e fu infine distrutto da una rivolta popolare nel 1024.
Il palazzo fu fondato nel VI secolo dal re ostrogoto Teodorico, rimase il principale centro di potere principale di tutta l’Italia settentrionale fino ai primi decenni dell'XI secolo. In questo lungo periodo Pavia fu una delle capitali europee più prestigiose.

## Ilpalatiumlongobardo
Il palazzo fu fondato in età ostrogota da Teodorico il Grande, che rese Pavia una delle sue tre sedi regali assieme a Ravenna e a Verona, tant'è che nel 540, dopo la caduta di Ravenna, il palatium ospitò il tesoro e la corte del Regno ostrogoto.
Entrati in Italia nel 568, i Longobardi riuscirono a espugnare Pavia soltanto nel 572, dopo tre anni di assedio, e il re dei Longobardi, Alboino, si installò nell'edificio teodoriciano. Da allora il palazzo fu teatro di numerosi eventi significativi della storia longobarda, registrati da Paolo Diacono nella sua Historia Langobardorum. Il palatium di Pavia fu temporaneamente abbandonato da Agilulfo e Teodolinda, i quali temevano fortemente possibili rivolte di corte dovute a ragioni politiche e religiose, ma tornò ad essere scelto come sede regia da Arioaldo nel 626.
Nel palazzo il re Rotari promulgò, alla mezzanotte tra il 22 e il 23 novembre del 643, il celebre editto con cui fu codificato il diritto longobardo. Nel 662 il duca di Benevento, Grimoaldo, alloggiò a palazzo con la pretesa di "proteggere" il nuovo e debole re Godeperto; tuttavia il duca tradì - pare su istigazione del duca di Torino Garibaldo - e uccise il sovrano nella stessa residenza regia, per poi usurparne il trono e installarsi nello stesso palazzo.
Durante il suo secondo periodo di regno (671-688), Pertarito edificò presso il palazzo una nuova porta nella cinta muraria, porta Palatina, «con un lavoro straordinario». Dopo la morte di Pertarito il palazzo fu brevemente occupato da Alachis (688-689), prima di esserne definitivamente sloggiato dal legittimo sovrano, Cuniperto.
Il tesoro reale conservato nel palazzo fu depredato da Ariperto II in fuga verso il Regno franco incalzato da Ansprando; appesantito dal carico, tuttavia, sprofondò nel Ticino e affogò. Il successore di Ansprando, Liutprando, sventò a palazzo la congiura di un suo parente, tale Rotari, che affrontò personalmente prima che fosse ucciso dalle sue guardie. Lo stesso Liutprando arricchì il palazzo di una cappella palatina intitolata al Signore e Salvatore, presso la quale istituì un collegio sacerdotale che cantava ogni giorno l'ufficio divino.

### La zecca e gli uffici della corte
Probabilmente in età longobarda il palazzo ospitava anche la zecca, mentre sappiamo che re Pertarito, nel VII secolo, fece rinnovare Porta palacense (ingresso monumentale in città) inglobando un arco marmoreo di età augustea (alcuni suoi resti sono conservati nei Musei Civici). L’anfiteatro romano, ripristinato in età gota, dopo il VI secolo venne smantellato e annesso al giardino del palazzo. In età longobarda il palazzo fu dotato anche di terme (riservate ai sovrani) e di un carcere, mentre re Liutprando fece realizzare una cappella dedicata al Santissimo Salvatore.
Conosciamo l’esistenza di numerose cariche centrali di corte: dal maggiordomo, che era il capo dell’amministrazione centrale del palazzo e che non raggiunse mai un potere paragonabile a quello dei suoi omologhi franchi, al marphais (letteralmente “maestro dei cavalli”) di fatto una delle cariche onorifiche più importanti; c’erano poi il tesoriere (stolesaz), il cubicularius, responsabile degli appartamenti privati del re, e altri ancora. Tutti insieme, questi titoli danno un’idea della complessità della corte, dove cariche romane si univano ad altre di origine germanica. A corte risiedevano pure intellettuali e si educavano i giovani aristocratici, mentre gli ecclesiastici, addetti alla cappella regia, andavano a ingrossare le file del personale di corte. Sempre a corte risiedevano i gasindi (uomini legati da rapporti di fedeltà personale ai sovrani) sia del re sia della regina. Quest’ultima disponeva, sempre nel palazzo, di una sua corte personale, formata, oltre che dai gasindi, anche dallo scafardus, che ne amministrava i beni.
Il palazzo era in stretto collegamento con la Curtis Regia, amministrazione fiscale del regno, i cui proventi erano necessari anche per il mantenimento del palazzo e per il sostentamento del re, della regina, del loro seguito e di tutti i funzionari. Diversamente dai re franchi, quelli longobardi avevano residenza fissa nel palazzo della capitale: ciò rafforzava l’autorità regia, dato che ogni anno, intorno al primo marzo, presso il palazzo si teneva una grande assemblea dove venivano emanate le leggi e venivano dibattute le grandi questioni del regno. Tuttavia si trattava anche di un momento molto delicato, dato che, come più volte si verificò, se una fazione avversa al sovrano riusciva a occupare il palazzo e il tesoro regio, di fatto poteva impadronirsi del regno: per i longobardi l’autorità del sovrano poteva essere esercitata solo se egli aveva il pieno controllo del palazzo.

## Ilpalatiumdopo i longobardi

### Le fonti: i placiti
Con l'assedio di Pavia da parte di Carlo Magno e la caduta del Regno longobardo, il palazzo fu utilizzato anche dagli imperatori carolingi e ottoniani; per questo periodo vi sono informazioni meno lacunose: si sa infatti che nel complesso erano collocati la cancelleria regia, la zecca e il massimo tribunale del Regno d’Italia. Vi erano poi edifici destinati a ospitare la residenza di re e imperatori (e del loro seguito) quando si trovavano a Pavia, cappelle, il carcere, un emporio commerciale (frequentato anche da mercanti veneziani, amalfitani, anglosassoni), la sala del trono, dotata di loggiato e dove si conservava un mosaico con Teodorico a cavallo, utilizzata anche per amministrare la giustizia, mentre i cortili, dotati di portici e loggiati, erano utilizzati per i placiti (quasi tutti i placiti del Regno d’Italia di cui si è conservata traccia si svolsero infatti nel palazzo pavese).
Grazie ai placiti si hanno alcune informazioni sul complesso: un placito del 927 si svolse in ambienti diversi da quelle consueti, dato che essi, dopo l’incendio del 924, erano in fase di ristrutturazione, mentre nuovi interventi edilizi sono testimoniati da placiti del 935 e del 945, probabilmente promossi dai re Ugo e Lotario II. Periodicamente furono indette (come forse già in età longobarda) delle assemblee generali del regno, riunioni durante le quali erano convocati i grandi funzionari e i più importanti ecclesiastici – marchesi, conti, vescovi, abati – accompagnati dal loro seguito, per eleggere il re, decidere campagne militari o fornire il loro consiglio nella formulazione delle leggi. Dal momento della conquista franca al primo decennio dell'XI secolo si ha notizia di almeno 25 assemblee (ma si deve certo pensare che non di tutte sia pervenuta testimonianza): 23 di esse si tennero a Pavia, presso il Palazzo Reale, mentre due si svolsero nel Palazzo Reale di Corteolona.

### L'amministrazione della giustizia e la formazione dei giudici
Un'altra importante attività che di norma si svolgeva nelle sale del palazzo era l'amministrazione della giustizia, dato che era sede ordinaria della assemblee giudiziarie, tenute in estate nella loggia principale e in inverno nelle caminate (ambienti provvisti di camino). Venivano qui discusse cause relative all'intero territorio del regno sotto la presidenza del conte palatino o di un messo speciale del re, in presenza di numerosi giudici regi. 
Per la formazione dei giudici regi, almeno dal X secolo, fu istituita presso il palazzo un'importante scuola giuridica. Il diritto insegnato era quello longobardo e franco e in particolare la raccolta di editti e capitolari esposti in ordine cronologico detta Liber Papiensis (che intorno alla metà del XII secolo divenne la Lombarda, suddivisa non più cronologicamente ma per materia). Inizialmente, forse perché la scuola nacque con l’obiettivo di formare i giudici regi, l’insegnamento era molto pratico, con la produzione di Formularii, nei quali le formule giuridiche sono esposte in ordine logico, ordinandole in base alle ipotetiche domande dell’attore e le risposte del convenuto, come se ci si trovasse davanti a un giudizio astratto e inserendo anche citazioni sulle norme più adatte alla materia e approfondimenti di natura teorica. Probabilmente la scuola produsse anche il Cartularium, l’unico, diversamente dall’ambiente transalpino, prodotto in Italia, nel quale erano illustrati ai notai i vari modelli di come dovevano essere redatti gli atti privati.
Il geografo arabo Ibrāhīm al-Turtuši, che viaggiò nell'Europa centro-occidentale tra il 960 e il 965 e visitò Pavia (da lui ritenuta la principale città della Longobardia, popolosa e, a differenza di altri centri, costruita in pietra, mattoni e calce), ci informa che il Regisole era posto presso una delle porte del palazzo, all'interno dei quale operavano 300 giuristi «dinanzi ai quali la gente di Longobardia porta le proprie controversie giuridiche».

### La cancelleria reale
Di sufficienti locali doveva disporre, a sua volta, la cancelleria, retta da un vescovo con il titolo di arcicancelliere; vi erano poi funzionari e copisti incaricati di dare forma scritta ai provvedimenti regi. Al palazzo faceva capo anche l'intera organizzazione economica finanziaria del regno, retta dal maestro di camera, che doveva sovrintendere ad un numeroso personale e disporre di un capace centro di raccolta con magazzini e dispense. Il palazzo regio, quindi, ben lungi dal presentarsi come una semplice residenza del sovrano, costituiva un organismo nel quale si svolgevano attività di governo, culturali, di giustizia ed economico-finanziarie di grande complessità e rilievo. L'ufficiale di grado più elevato era il conte palatino: a lui, oltre alla presidenza dei placiti in sostituzione del re (quando questi era assente), spettava l'amministrazione dell'alta giustizia in tutto il regno e il controllo sui funzionari territoriali; creava notai, giudici, "avvocati" preposti alla protezione anche degli enti ecclesiastici; provvedeva alla tutela degli orfani e delle vedove.

### Decadenza e distruzione
Probabilmente, soprattutto a partire dalla seconda metà del X secolo (si ha infatti notizia di una nuova cappella, dedicata a San Maurizio sorta in età ottoniana, mentre nuovi edifici furono realizzati in prossimità della basilica di San Michele), il palazzo venne progressivamente ricostruito, forse in forme ridotte, mentre alcuni spazi, tra i quali porzioni del giardino, furono cedute dai sovrani a enti ecclesiastici, come fece Lotario II nel 947. In esso risiedettero con la loro corte (mentre i loro mariti erano impegnati in campagne o altre mansioni in giro per l'impero) nel X secolo sia Adelaide sia Teofano. Danneggiato durante la rivolta del 1004 contro Enrico II, il palazzo fu distrutto nel 1024 dai pavesi alla morte dell’imperatore.

## Collocazione ed estensione
L'esatta ubicazione del palatium è, in parte, ancora problematica e potrebbe essere chiarita da future indagini archeologiche. Infatti, secondo alcune ipotesi, esso doveva trovarsi nel quartiere sud orientale della città, mentre secondo altre era invece posto nel quartiere nord-orientale. Tuttavia, tutti gli studiosi sembrano concordi (sulla base delle fonti scritte) nell'individuare il sito del palatium nella parte orientale della città romana, nelle vicinanze della cerchia urbana antica.
Il palazzo, composto da un complesso di edifici a varia destinazione, occupava un’area molto vasta, che si estendeva su entrambi i lati del decumano massimo (l’attuale corso Mazzini) della città. Attraverso indicazioni indirette ricavate dalle fonti scritte possiamo ricavare notizie sulla sua conformazione. Paolo Diacono ricorda che esso era posto presso la Porta Palacense (lungo l’attuale via Scopoli), la chiesa di San Romano Maggiore (tra corso Mazzini e via Defendente Sacchi), mentre a mezzogiorno si trovava il viridarium (il giardino, che ospitava anche animali esotici) del palazzo, tanto che due chiese romaniche sorte nelle sue immediate vicinanze erano denominate appunto San Nicolò e Santa Maria “in Verzario”. La basilica di San Michele Maggiore doveva confinare a nord con il giardino del palatium.
Per quanto scarse siano le notizie sulla sua fisionomia, è tuttavia verosimile che essa abbia subito modifiche durante le varie fasi architettoniche che attraversò nei cinque secoli di esistenza. Varie fonti (Anonimo Valesiano, Fredegario, Paolo Diacono) testimoniano che esso fu fondato da Teodorico all’inizio del VI secolo e, secondo Agnello Ravennate, ancora nel IX secolo nella sala del palazzo in cui veniva amministrata la giustizia era conservato un mosaico rappresentante Teodorico a cavallo.
Nel 2017 indagini effettuate con il georadar in una delle aree occupate dal palazzo hanno rivelato la presenza di resti di murature forse riferibili al complesso, che future indagini archeologiche potrebbero indagare, mentre nel 2018/2019 alcuni scavi effettuati presso la basilica di San Michele Maggiore hanno portato alla luce resti di edifici probabilmente riconducibili al palazzo. Secondo alcuni studiosi la Sella Plicatilis, una sedia pieghevole in ferro rivestita di agemina in argento e rame dorato prodotta tra il IX e il X secolo, rinvenuta nel letto del Ticino nel 1949 e conservata nei Musei Civici, poteva appartenere a qualche importante militare o giudice del palazzo reale.